# Cornel Damian

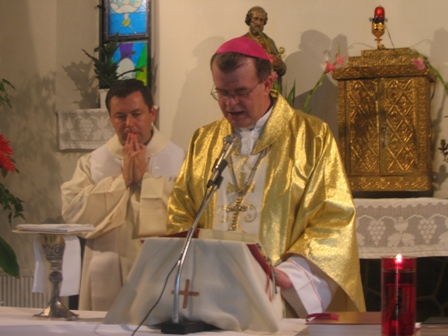
Cornel Damian, 2009

Wappen von Cornel Damian

Cornel Damian (* 8. Mai 1960 in Jibou, damals in der Regiunea Cluj) ist ein rumänischer Weihbischof in Bukarest.

## Leben
Cornel Damian empfing am 22. Juni 1986 in Bukarest die Priesterweihe. Von 1987 bis 1998 war er Professor für Moraltheologie in Bukarest.
Er wurde 2003 von Papst Johannes Paul II. zum Titularbischof von Iziriana ernannt und zum Weihbischof im Erzbistum Bukarest bestellt. Die Bischofsweihe am 8. Dezember 2003 spendeten ihm Erzbischof Ioan Robu (Hauptkonsekrator) sowie Erzbischof Jean-Claude Périsset und Bischof Petru Gherghel.